# Сабо, Ласло (гребец, 1908)
Ласло Сабо (венг. László Szabó; 2 января 1908, Шюттё, Эстергомский яраш — 6 декабря 1992, Мельбурн) — венгерский гребец. Участник летних Олимпийских игр 1936 года. Трёхкратный чемпион Европы 1932, 1933 и 1935 годов, серебряный призёр чемпионата Европы 1938 года, двукратный бронзовый призёр чемпионата Европы 1931 и 1937 годов.

## Биография
Ласло Сабо родился 2 января 1908 года в австро-венгерской деревне Шюттё (сейчас в Венгрии).
Выступал в соревнованиях по академической гребле за «Паннонию».
Шесть раз выигрывал медали чемпионата Европы. В соревнованиях восьмёрок в 1931 году в Париже завоевал бронзу, в 1933 году в Будапеште и в 1935 году в Берлине — золото, в 1938 году в Милане — серебро. В соревнованиях четвёрок без рулевого стал первым в 1932 году в Белграде, третьим в 1937 году в Амстердаме.
В 1936 году вошёл в состав сборной Венгрии на летних Олимпийских играх в Берлине. В соревнованиях восьмёрок команда Венгрии, за которую также выступали Пал Домонкош, Шандор фон Коромпай, Хуго Балья, Имре Капоши, Антал Сендей, Габор Алапи, Фридьеш Холлоши и Эрвин Керести, заняла 5-е место, показав результат 6 минут 30,3 секунды и уступив 4,9 секунды завоевавшей золото сборной США.
Умер 6 декабря 1992 года в австралийском городе Мельбурн.